# Žitni Potok
Žitni Potok (izvirno srbsko Житни Поток) je naselje v Srbiji, ki upravno spada pod Občino Prokuplje; slednja pa je del Topliškega upravnega okraja.

## Demografija
V naselju, katerega izvirno (srbsko-cirilično) ime je Житни Поток, živi 446 polnoletnih prebivalcev, pri čemer je njihova povprečna starost 40,8 let (38,6 pri moških in 43,0 pri ženskah). Naselje ima 225 gospodinjstev, pri čemer je povprečno število članov na gospodinjstvo 2,63.
Prebivalstvo je večinoma nehomogeno, a v času zadnjih treh popisov je opazno zmanjšanje števila prebivalcev.
|  |

| Demografija | Demografija     | Demografija     |
| Leto        | Št. prebivalcev | Št. prebivalcev |
| ----------- | --------------- | --------------- |
|             |                 |                 |
|             |                 |                 |
|             |                 |                 |
|             |                 |                 |
| 1948        | 1064            |                 |
| 1953        | 1137            |                 |
| 1961        | 1107            |                 |
| 1971        | 902             |                 |
| 1981        | 810             |                 |
| 1991        | 663             | 660             |
| 2002        | 617             | 592             |
|             |                 |                 |

| Etnična sestava po popisu iz leta 2002 | Etnična sestava po popisu iz leta 2002 | Etnična sestava po popisu iz leta 2002 | Etnična sestava po popisu iz leta 2002 | Etnična sestava po popisu iz leta 2002 |
| -------------------------------------- | -------------------------------------- | -------------------------------------- | -------------------------------------- | -------------------------------------- |
| Srbi                                   | Srbi                                   |                                        | 323                                    | 54,56%                                 |
| Romi                                   | Romi                                   |                                        | 262                                    | 44,25%                                 |
| Neznano                                | Neznano                                |                                        | 1                                      | 0,16%                                  |